# Tepelenë (distrito)
Tepelenë (em albanês:  Rrethi i Tepelenës) é um dos 36 distritos da Albânia localizado na prefeitura de Gjirokastër. Sua capital é a cidade de Tepelenë. Está localizado no sul do país. Outra localidade de destaque neste distrito é Memaliaj.